# Lycaste imschootiana
Lycaste imschootiana är en orkidéart som beskrevs av Lucien Linden och Célestin Alfred Cogniaux. Lycaste imschootiana ingår i släktet Lycaste och familjen orkidéer. Inga underarter finns listade i Catalogue of Life.